# 움 저장법
움 저장법( - 貯藏法)은 식품 저장법의 하나로 움 속에 저장하는 방법을 말한다. 파, 당근, 무 등의 저장에 쓰인다. 종류로는 옥외 움 저장법, 옥내 움 저장법, 옥외 간이 움 저장법 등이 있다.